# Coelorachis glandulosa
Coelorachis glandulosa là một loài thực vật có hoa trong họ Hòa thảo. Loài này được (Trin.) Stapf ex Ridl. mô tả khoa học đầu tiên năm 1925.